# El Ventorro
El Ventorro es una entidad de población española del municipio de Arapiles, perteneciente a la provincia de Salamanca, en la comunidad autónoma de Castilla y León. En 2023, la entidad singular de población tenía empadronados once habitantes y el núcleo de población, los mismos.